# Deckungskapital
Das Deckungskapital ist in der Versicherungsmathematik die Bezeichnung für einen versicherungsmathematisch berechneten Wert, der einem Versicherungsvertrag zu einem bestimmten Zeitpunkt des Versicherungsverlaufs zugeordnet wird. Diese Zuordnung eines Wertes ist aber nicht objektiv und eindeutig bestimmt. Vielmehr können sich je nach Sichtweise, Wahl der Annahmen für die Bewertung und Zweck der Bewertung für einen gegebenen Versicherungsvertrag zu einem Zeitpunkt sehr unterschiedliche Werte ergeben, von denen jeder als Deckungskapital bezeichnet würde. Der Begriff Deckungskapital beschreibt also nur, was der Wert bedeuten soll, beinhaltet aber nicht eine konkrete Bestimmung eines Wertes.
Das mathematische Zeichen in der traditionellen Versicherungsmathematik für das Deckungskapital am Ende des m-ten Jahres eines bei Vertragsbeginn x-jährigen Versicherten ist {\displaystyle {}_{m}V_{x}\,\!}.

## Hintergrund des Begriffs
Ursprünglich wurden Versicherungsverträge während des Versicherungsverlaufs bewertet, um bestimmen zu können, in welchem Umfang der Versicherer Kapitalanlagen tätigen muss, um die mit dem Vertrag bestehende Verpflichtung damit angemessen zu decken, also deren Einhaltung entsprechend zu sichern. Dieser Wert der benötigten (nicht der tatsächlich vorhandenen) Kapitalanlagen wurde daher als Deckungskapital bezeichnet. Dieser Begriff wurde dann allgemein für jeden einem Versicherungsvertrag zu einem bestimmten Zeitpunkt des Versicherungsverlaufs zugeordneten Wert verwendet, da die Berechnung dieser Werte vom Prinzip der mathematischen Vorgehensweise, als im Hinblick auf das Bewertungsverfahren, alle weitgehend gleich ist, auch wenn sich die ergebenden Werte sehr unterscheiden können.
In der Rechtssprache kommt Deckungskapital daher heute nur als allgemeiner Begriff für einen näher zu bezeichnenden Vertragswert vor (§ 169 Versicherungsvertragsgesetz (Deutschland) und § 81k Versicherungsaufsichtsgesetz (Österreich)). Der Wert der Kapitalanlagen, die ein Versicherer zur Deckung seiner Verpflichtungen tätigen muss, wird rechtlich in Deutschland und der Schweiz als Sollbetrag des gebundenen Vermögens sowie in Österreich als Deckungserfordernis bezeichnet.

## Bewertungsverfahren
In der Versicherungsmathematik gibt es traditionell zwei Typen des Deckungskapitals, das prospektive Deckungskapital und das retrospektive Deckungskapital.

### Prospektives Deckungskapital
Das prospektive Deckungskapital ist eine Bewertung des Vertrages mit Blick auf die zukünftige Vertragsabwicklung. Daher wird es als Bewertung der Differenz zwischen den zukünftigen Zahlungsausgängen (Leistungen und ggf. Kosten) und zukünftigen Zahlungseingängen (Beiträgen) beschrieben. Vergangene Zahlungsströme aus dem Vertrag, z. B. die bislang zu dem Vertrag gezahlten Beiträge, spielen hier keine Rolle. In fast allen praktischen Anwendungsfällen ist das prospektive Deckungskapital das allein sachgerechte Berechnungsverfahren. So ist der Rückkaufswert, als beim Rückkauf der Rechte aus dem Vertrag zu bestimmender Wert der zukünftig auf Grund dieser Rechte zu leistenden Zahlungen, als prospektives Deckungskapital zu berechnen, ebenso die Deckungsrückstellung und auch andere wirtschaftliche Bewertungen des Vertrages wie der beizulegende Zeitwert. Neben der theoretisch reinen Form des prospektiven Deckungskapitals, wo sämtliche denkbaren zukünftigen Zahlungsströme des Vertrages unter allen Unwägbarkeiten berücksichtigt werden, werden in der Praxis Vereinfachungen verwendet, die aber stets so gewählt werden, dass dies zu einer Erhöhung des sich ergebenden Deckungskapitals führt. So werden in der Praxis nicht alle Unwägbarkeiten berücksichtigt (Deckungskapitalberechnung mittels eines stochastischen Modells), insbesondere nicht alle Wechselwirkungen (Deckungskapitalberechnung mittels eines deterministischen Modells). Zudem werden insbesondere die zukünftigen Kosten für die Verwaltung des Vertrages nicht explizit geschätzt, sondern mit der im Beitrag dafür vorsichtig angesetzten Pauschale berücksichtigt (implizites Verfahren oder gezillmertes Nettobeitragsverfahren).

### Retrospektives Deckungskapital
Das retrospektive Deckungskapital ist eine Bewertung des Vertrages mit Blick auf die in der Vergangenheit ausgetauschten Zahlungsströme. Es beschreibt, wie viel der Versicherungsnehmer (seltener der Versicherer) bisher mehr gezahlt hat, als er erhalten hat. Dieses Verfahren kann im Versicherungsbereich sinnvoll nur auf Kollektivebene angewandt werden, da die Hauptleistung des Versicherers, die Versicherungsleistung, nur an Einzelne im Kollektiv gezahlt wird. Es beschreibt zudem nicht den wirtschaftlichen Wert des Vertrages, sondern gewährt nur eine Vergangenheitssicht. Daher wird das retrospektive Deckungskapital nur bei solchen Verträgen verwendet, in denen sich die Ansprüche auf zukünftige Zahlungen direkt aus den vergangenen Zahlungen ableiten, z. B. bei der fondsgebundenen Lebensversicherung. Ansonsten darf das retrospektive Deckungskapital für gesetzliche Zwecke nicht verwendet werden.

## Anwendungsfälle
Zur Bestimmung der Deckungsrückstellung eines Vertrages im Jahresabschluss eines Versicherers ist ein prospektives Deckungskapital, das ggf. auch nach der impliziten Methode bestimmt werden darf, nach handelsrechtlichen Grundsätzen zu berechnen. Die Annahmen zu den zukünftigen Zahlungsströmen müssen den handelsrechtlichen Vorgaben, insbesondere im Hinblick auf das Vorsichtsprinzip, am Bilanzstichtag genügen. Zur Bestimmung des Rückkaufswertes für in Deutschland ab dem 1. Januar 2008 abgeschlossenen Verträgen hingegen ist ein prospektives Deckungskapital zu berechnen, bei dem diejenigen Annahmen zu den zukünftigen Zahlungsströmen zu verwenden sind, die beim Vertragsabschluss bei der Beitragskalkulation entsprechend den vertraglichen Vereinbarungen zugrunde gelegt wurden. Ähnliches gilt in Österreich und der Schweiz. Bei früher abgeschlossenen Verträgen war in Deutschland der Rückkaufswert stets als mindestens in Höhe des Zeitwertes zu zahlen. Der Zeitwert der Ansprüche aus einem Versicherungsvertrag ist ebenso ein prospektives Deckungskapital, allerdings mit den Annahmen zu zukünftigen Zahlungsströmen, die ein Marktteilnehmer verwenden würde. Auch soweit für Bilanzzwecke der beizulegende Zeitwert anzusetzen ist, werden – hier allerdings entsprechend den Vorgaben der Rechnungslegung gewählte – Annahmen der Marktteilnehmer verwendet.

## Das Deckungskapital in der traditionellen Versicherungsmathematik
Die traditionelle Versicherungsmathematik bestimmt das Deckungskapital als prospektives Deckungskapital mit einem deterministischen Modell und meist mit der impliziten Methode.

### Die Vorgehensweise der traditionellen Versicherungsmathematik
Die traditionelle Versicherungsmathematik ordnet jedem Versicherungsjahr einen Wert für Versicherungsleistungen, getrennt nach Art des Versicherungsfalls (Tod, Erleben, Berufsunfähigkeit etc.), zu. Dieser Wert bestimmt sich, indem die Wahrscheinlichkeit für den Eintritt des Versicherungsfalls mit der Höhe der gemäß Vertrag zu erbringenden Leistung multipliziert wird. Die Wahrscheinlichkeit wird entsprechend den aktuellen Merkmalen, meist nur Alter und Geschlecht, aus einer Tabelle entnommen, der „Ausscheideordnung“ (bei Versicherungen auf den Todes- oder Erlebensfall als Sterbetafel bezeichnet). Berücksichtigt wird auch die Wahrscheinlichkeit, dass das betreffende Versicherungsjahr überhaupt erlebt wird.
Geldströme haben durch den Zinseffekt unterschiedlichen Wert, wenn sie zu unterschiedlichen Zeitpunkten fällig sind. Da die Zahlungen der einzelnen Versicherungsjahre zu unterschiedlichen Zeiten, nämlich jeweils in einem anderen Versicherungsjahr erfolgen, müssen sie durch Ab- oder Aufzinsen auf den gleichen Zeitpunkt normiert werden. In der traditionellen Versicherungsmathematik wird ein für alle Zahlungszeitpunkte fester Zinssatz, als „Rechnungszins“ bezeichnet, unter Berücksichtigung des Zinseszinses verwendet.
Mit diesen Werten wird in der traditionellen Versicherungsmathematik der Bedarfs-Nettoeinmalbeitrag als Barwert aller Werte für jedes Versicherungsjahr zum Beginn des Vertrages bestimmt (Nettoeinmalbeitrag nach dem Äquivalenzprinzip), das mathematische Zeichen ist {\displaystyle {}_{n}E_{x}}. Dabei steht das „n“ für die Laufzeit des Vertrages. „Einmalbeitrag“ bedeutet, dass der Versicherungsnehmer bei Vertragsbeginn einen einzigen, einmaligen Beitrag für den gesamten vertraglichen Versicherungsschutz bezahlt. „Netto“ bedeutet, dass sämtliche bei der Erfüllung des Vertrages anfallenden Aufwendungen für den Versicherungsbetrieb ignoriert wurden. Das Äquivalenzprinzip besagt, dass der Beitrag des Vertrages genau nach dem kalkulatorischen Bedarf bestimmt wurde. Allerdings ist der kalkulatorische Bedarf regelmäßig äußerst vorsichtig bestimmt, so dass diese Beiträge fast mit Sicherheit zu Überschüssen führen.
Den Bedarfs-Bruttoeinmalbeitrag erhält man, indem zusätzlich zu den Leistungen noch die Aufwendungen für den Versicherungsbetrieb berücksichtigt werden. Dies sind insbesondere die anfänglichen Abschlussaufwendungen und die laufenden Aufwendungen für Inkasso und Verwaltung. Hierfür werden pauschale Sätze, die sogenannten „Kostenzuschläge“ verwendet.
Ausscheideordnungen, Rechenzins und Kostenzuschläge bilden die Rechnungsgrundlagen der traditionellen Versicherungsmathematik.
Die meisten Verträge sehen keine Einmalbeiträge, sondern regelmäßige Beiträge, also Beiträge in „Raten“ vor, da diese Einmalbeiträge zu hoch sind, um auf einmal aufgebracht zu werden. Die traditionelle Versicherungsmathematik berücksichtigt diese „Raten“-Beiträge („laufende Beiträge“ genannt) als Jahresbeiträge. Kürzere Beitragszahlungsperioden, z. B. Monatsbeiträge, werden in der traditionellen Versicherungsmathematik nicht berücksichtigt, sondern durch einfaches Teilen des Jahresbeitrages durch 12 und Ansatz eines pauschalen Ratenzuschlages bestimmt. Die laufenden Beiträge führen die Bezeichnung {\displaystyle {}_{n}B_{x}}. Die Berechnung erfolgt durch „Verrentung“ des Einmalbeitrages. Die Berechnung ist genauso, als würde der Versicherer dem Versicherungsnehmer ein Darlehen über den Einmalbeitrag gewähren, und die laufenden Beiträge sind die Tilgungen dieses Darlehens. Da zugleich aber die Sterblichkeit mitberücksichtigt wird, d. h. bei Tod wird das Darlehen erlassen, ergibt sich eine Rentenformel. Damit ist der Jahresbeitrag gleich dem Einmalbeitrag, dividiert durch den Rentenbarwert.
Überhaupt betreibt die traditionelle Versicherungsmathematik ein intensives „Recycling“ von Formeln. Basierend auf den Rechnungsgrundlagen, werden sogenannte Kommutationswerte bestimmt. Dies sind in Tabellen „gespeicherte“ Rechenoperationen. Die traditionelle Versicherungsmathematik wurde lange vor der Erfindung von Rechenmaschinen entwickelt (im 17. und 18. Jahrhundert). Die Zahl der oben beschriebenen, einzelnen, damals von Hand auszuführenden Rechenoperationen eines einzigen Vertrages mit Laufzeit von 20 Jahren beträgt mehrere hundert. Da man, abgesehen von der Versicherungssumme, nur sehr wenige Parameter hat (Alter, Geschlecht und Laufzeit), kann man viele Berechnungen tabellieren, meistens Werte für lebenslange Verträge. Beispielsweise erhält man den Wert für einen Vertrag von 20-jähriger Laufzeit eines bei Beginn 30-jährigen Versicherten, indem man von dem Tabellenwert des 30-Jährigen mit lebenslanger Laufzeit den Tabellenwert eines 50-Jährigen mit lebenslanger Laufzeit abzieht, wobei noch eine nur zwei Rechenoperationen fordernde Korrektur für Zins und Überlebenswahrscheinlichkeit erforderlich ist. Der Unterschied sind genau die 20 Jahre Vertragslaufzeit zwischen dem Alter von 30 und dem Alter von 50. In der heutigen Zeit sind diese Tabellenberechnungen allerdings wegen der hohen Rechengeschwindigkeit von Computern kaum noch erforderlich.
Der Preis für diese Rechenvereinfachung ist allerdings, dass die Versicherungsprodukte außerordentlich einfach gestaltet sein müssen und auch keine Differenzierung für den Rechenzins nach Dauer möglich ist. Diese einfachen Produkte sind aber außerordentlich günstig in der Verwaltung, so dass sie bis heute in Deutschland vorherrschend sind.

### Die Bestimmung des Deckungskapitals
Die Berechnungsmethode der traditionellen Versicherungsmathematik erlaubt es, zu dem Zeitpunkt ein Deckungskapital entsprechend den verwendeten Rechnungsgrundlagen zu bestimmen. Die traditionelle Versicherungsmathematik unterstellt grundsätzlich, dass die in den Formeln angesetzten Beiträge nach dem Äquivalenzprinzip bestimmt wurden, also für alle Berechnungen die gleichen Rechnungsgrundlagen verwendet werden. Dann entspricht das prospektive Deckungskapital dem retrospektiven.
Das Deckungskapital kann einfach als der Bedarfs-Einmalbeitrag beschrieben werden, der neben den zukünftigen laufenden Beiträgen noch benötigt würde, um die zukünftigen Zahlungen erbringen zu können. Die Formeln für das Deckungskapital sind entsprechend gestaltet. Da die Berechnungen des Deckungskapitals jährlich für jeden Vertrag durchgeführt werden müssen, wurden die Formeln besonders effizient, d. h. mit möglichst wenigen Rechenoperationen durch intensive Verwendung von bereits tabellierten Werten, gestaltet. Die traditionelle Versicherungsmathematik wurde insbesondere zur effizienten jährlichen Berechnung der Deckungskapitale zum Zweck der Bestimmung der Deckungsrückstellung entwickelt.

### Kritik an der traditionellen Versicherungsmathematik
Die traditionelle Versicherungsmathematik wurde für eine Welt ohne Computer entwickelt. Ihre Hauptzielrichtung ist die Minimierung der Anzahl der Rechenoperationen. Hierfür wurden wesentliche Einschränkungen bei der Genauigkeit der Rechnung und bei der Flexibilität der Produkte in Kauf genommen.
Es ist mit den heutigen Ansprüchen an Genauigkeit kaum noch zu rechtfertigen, dass in einem Monat fällige Zahlungen mit dem gleichen Zins wie in 10 Jahren fällige Zahlungen abgezinst werden, statt eine Zinsstrukturkurve zu verwenden.
Außerhalb Deutschlands, wo die Methode der traditionellen Versicherungsmathematik als „deterministische Methode“ bezeichnet wird, sind bereits wesentlich flexiblere, von den Möglichkeiten der modernen Computertechnik Gebrauch machende Verfahren üblich, z. B. die „stochastischen“ oder „analytischen“ Methoden. Die damit entwickelten Produkte können mit den Methoden der traditionellen Versicherungsmathematik nicht mehr abgebildet werden. Für solche Produkte sind weder Rechnungsgrundlagen noch Deckungskapitale im traditionellen Sinn bestimmbar.
Andererseits stellen die mit der traditionellen Versicherungsmathematik bestimmten Produkte heute noch die einfachsten, damit auch transparentesten und effizientesten Produkte dar, die es gibt. Sobald allerdings Vertragszweck nicht mehr allein die Risikoabsicherung und die Bereitstellung eines bestimmten Kapitals (oder Rente) bei Erleben ist, sondern eine finanzielle Spekulation auf Marktwerte in Kapitalmärkten gewünscht ist, sind diese Methoden überfordert.

## Deckungskapital im deutschen Recht

### Die Nutzung des Deckungskapitalkonzepts im  Handelsrecht
Die Definition des prospektiven Deckungskapitals entspricht dem normalen Bewertungsverfahren im Handelsrecht für Ansprüche und Schulden. Denn nach europäischem Recht, das Deutschland in § 341 des Handelsgesetzbuches (HGB) umgesetzt hat, ist die Deckungsrückstellung als Differenz des versicherungsmathematisch bestimmten Wertes der zukünftigen Zahlungsausgänge vermindert um den entsprechenden Wert der zukünftigen Zahlungseingänge zu bestimmen. Also ist die Deckungsrückstellung als Deckungskapital zu bestimmen. Nähere Vorgaben zur genauen Berechnungsmethode macht das Handelsrecht nicht. Es können, je nach Art des Vertrages sowohl Methoden der klassischen Versicherungsmathematik als auch modernere Methoden, wie z. B. stochastische Modellierungen oder dergleichen verwendet werden. Wesentlich ist die Anforderung, dass die Bewertung vorsichtig erfolgt. Um handelsrechtlichen Anforderungen zu genügen, müssen also alle Annahmen eine bestimmte Sicherheitsmarge beinhalten. Es dürfen ohne weiteres auch andere Annahmen verwendet werden, als die, die bei der Beitragskalkulation verwendet wurden. Ggf. dürfen die Annahmen der Beitragskalkulation nicht verwendet werden, wenn sie aus handelsrechtlicher Sicht nicht vorsichtig genug sind. Die Verwendung weniger vorsichtiger Annahmen als die der Beitragskalkulation ist zulässig, wenn die Annahmen aus handelsrechtlicher Sicht noch ausreichend vorsichtig sind und wenn in entsprechender Höhe die berücksichtigten Beiträge gekappt werden (Realisationsprinzip). Auch soweit Versicherungsverträge zum beizulegenden Zeitwert zu bewerten sind, z. B. nach IFRS 3 bei Konzernzusammenschlüssen, werden Deckungskapitalverfahren verwendet. Auch das Zeitwertprinzip stellt letztlich ein Deckungskapital dar. Nur sind hier die Annahmen so zu wählen, wie sie ein Marktteilnehmer bei einer Preisfestsetzung festsetzen würde.
Es gibt allerdings einen Unterschied im Sprachgebrauch zwischen Versicherungsmathematik und Handelsrecht. In der Versicherungsmathematik wird oft die Deckungsrückstellung des einzelnen Vertrages als Deckungskapital bezeichnet und nur der gesamte Bilanzposten als Deckungsrückstellung. Dies ist aus handelsrechtlicher Sicht nicht richtig, da eine Deckungsrückstellung für jeden Vertrag einzeln zu bilden ist und der Bilanzposten nur die Summe aller Deckungsrückstellungen darstellt. Auch bezeichnet die Versicherungsmathematik oft das mit den Rechnungsgrundlagen der Beitragskalkulation berechnete Deckungskapital als „das Deckungskapital“, als gäbe es kein anderes.

### Der Deckungskapitalbegriff des § 169 VVG
Das dem gesetzlichen Mindest-Rückkaufswert zu Grunde liegende Deckungskapital bestimmt sich nach § 169 Abs. 3 VVG mit den Rechnungsgrundlagen der Beitragskalkulation und ist – nach der Gesetzesbegründung – mit den für die Berechnung der Deckungsrückstellung nach § 341 f HGB zu verwendenden Methoden, also als prospektives Deckungskapital, zu berechnen. Da das Handelsrecht nicht die Methoden der traditionellen Versicherungsmathematik verlangt, sondern nur irgendeine prospektive Methode, ist damit die Methode, die zur Berechnung der Beiträge verwendet wurde, anzuwenden. § 169 Abs. 3 VVG bestimmt weiter, dass, soweit Verträge aus dem Ausland angeboten werden, in denen ein Deckungskapital nicht üblich ist, der dort übliche Bezugswert zu verwenden ist. Hierbei wird übersehen, dass „das Deckungskapital“ eine universelle mathematische Methode ist, nämlich einfach die Bewertung aller zukünftigen Zahlungsströme bedeutet, die überall auf der Welt Grundlage einer sinnvollen Beitragsbestimmung mit mathematischen Methoden sein muss. So schreibt insbesondere die Europäische Union die Verwendung dieser Methode zur Berechnung der Deckungsrückstellung vor; sie wird also in jedem Land der Europäischen Union für jeden Lebensversicherungsvertrag verwendet. Deutschland hat mit § 341 f HGB diese Vorschrift einfach nur übernommen.
Für vor 2008 abgeschlossene Lebensversicherungen und stets für fondsgebundene Lebensversicherungen ist der Rückkaufswert auf Basis des Zeitwertes zu bestimmen. Nach der Gesetzesbegründung zur Einführung der Vorschrift aus dem Jahr 1994 wird der Zeitwert mit dem gemeinen Wert im Steuerrecht gleichgesetzt, der einem prospektiven Deckungskapital mit marktkonformen Annahmen entspricht.